# Ormetica rothschildi
Ormetica rothschildi là một loài bướm đêm thuộc phân họ Arctiinae, họ Erebidae.